# Ernst Finder
Ernst Finder (* 16. Februar 1865 in Moorfleet; † 11. Juli 1940 in Hamburg) war ein deutscher Autor und Heimatforscher.

## Leben
Finder wurde als Sohn des Milchbauern Eggert Finder (1834–1914) in Moorfleet geboren. Nach seiner Schulbildung studierte er an der Universität Rostock und schloss sein Studium im Jahr 1898 als Doktor der Philosophie ab. Er war 35 Jahre lang Lehrer und schließlich Oberlehrer an der Realschule in Eilbeck. Er machte sich mit seinen heimatbezogenen Veröffentlichungen vor allem um die Niederdeutsche Sprache verdient. Finder war Mitglied des Vereins für Hamburgische Geschichte und der Vereinigung Quickborn, und seit 1935 auch Ehrenmitglied des letztgenannten Vereins. Er starb 1940 im Alter von 75 Jahren in Hamburg.
Der Ernst-Finder-Weg in Hamburg-Lohbrügge wurde 1934 nach ihm benannt.

## Werke
- Der Anteil des Grafen Anton I. von Oldenburg am Schmalkaldischen Kriege und die Eroberung von Delmenhorst 1547. Zur Erlangung der Doktorwürde der hohen philosophischen Fakultät zu Rostock, vorgelegt von Ernst Finder aus Hamburg. A. F. Jensen, Kiel 1898, OCLC 681426090 (eingeschränkte Vorschau in der Google-Buchsuche).
- Die Vierlande um die Wende des 16. und 17. Jahrhunderts. Ein Beitrag zur Kulturgeschichte Niedersachsens. In: Realschule in Eilbeck zu Hamburg (Hrsg.): Bericht über das Schuljahr 1906/07. Lütcke & Wulff, Hamburg 1907, OCLC 859124845 (Digitalisat auf den Seiten der Universitäts- und Landesbibliothek Düsseldorf [abgerufen am 1. März 2015]).
- Die Vierlande. Beiträge zur Geschichte, Landes- und Volkskunde Niedersachsens. 1. Teil mit einer farbigen Tafel und 40 Bildern im Text (= Veröffentlichungen des Vereins für Hamburgische Geschichte. Band 3.1). Paul Hartung, Hamburg 1922, OCLC 844783149 (Digitalisat auf den Seiten der Staats- und Universitätsbibliothek Hamburg [abgerufen am 1. März 2015]).
- Die Vierlande. Beiträge zur Geschichte, Landes- und Volkskunde Niedersachsens. 2. Teil mit 2 farbigen Tafeln, 20 Bildern im Text, 6 Tanzweisen und einer Karte (= Veröffentlichungen des Vereins für Hamburgische Geschichte. Band 3.2). Paul Hartung, Hamburg 1922, OCLC 844783152 (Digitalisat auf den Seiten der Staats- und Universitätsbibliothek Hamburg [abgerufen am 1. März 2015]).
- Hamburgisches Bürgertum in der Vergangenheit. Friederichsen, de Gruyter & Co.m.b.H., Hamburg 1930, OCLC 645744186 (eingeschränkte Vorschau in der Google-Buchsuche).
- Die Landschaft Billwärder, ihre Geschichte und ihre Kultur (= Veröffentlichung des Vereins für Hamburgische Geschichte. Band 9). Hans Christians, Hamburg 1935 (Digitalisat auf den Seiten der Staats- und Universitätsbibliothek Hamburg [abgerufen am 1. März 2015]).
- Die Elbinsel Finkenwärder. Ein Beitrag zur Geschichte, Landes- und Volkskunde Niedersachsens (= Veröffentlichungen des Vereins für Hamburger Geschichte. Band 13). Hans Christians, Hamburg 1940, OCLC 46305399 (eingeschränkte Vorschau in der Google-Buchsuche).